# Municipio de Bevier
El municipio de Bevier (en inglés: Bevier Township) es un municipio ubicado en el condado de Macon en el estado estadounidense de Misuri. En el año 2010 tenía una población de 1190 habitantes y una densidad poblacional de 15,41 personas por km².

## Geografía
El municipio de Bevier se encuentra ubicado en las coordenadas 39°44′27″N 92°33′59″O / 39.74083, -92.56639. Según la Oficina del Censo de los Estados Unidos, el municipio tiene una superficie total de 77.22 km², de la cual 76 km² corresponden a tierra firme y (1,57 %) 1,21 km² es agua.

## Demografía
Según el censo de 2010, había 1190 personas residiendo en el municipio de Bevier. La densidad de población era de 15,41 hab./km². De los 1190 habitantes, el municipio de Bevier estaba compuesto por el 97,14 % blancos, el 1,18 % eran afroamericanos, el 0,34 % eran amerindios, el 0,25 % eran asiáticos y el 1,09 % eran de una mezcla de razas. Del total de la población el 0,17 % eran hispanos o latinos de cualquier raza.